# Fatah
Fatah (arabiska: فتح, en omvänd akronym bildat av det fullständiga arabiska namnet Harakat al-Tahrir al-Watani al-Filastini, "Palestinas nationella befrielserörelse") är ett socialistiskt parti, och en del i den Palestinska befrielseorganisationen och är den största gruppen inom PLO. Den omvända akronymen användes för att likna ordet fath, som betyder "erövring" eller "seger", istället för ordet hataf, som betyder "plötslig död". Fatahs militära gren kallas Al-Aqsa-martyrernas brigader och är terroriststämplad av Israel, USA, Kanada, Japan och EU.

## Historia

### Bakgrund
Fatah bildades i slutet av 1950-talet av ett antal unga palestinier, däribland Yassir Arafat, med målet att bilda en palestinsk stat. Organisationen ansågs tidigare av vissa, främst Israel, vara en terrororganisation. 

### Relationer
Partiet har status som konsultativ medlem i Socialistinternationalen. Det har legat i konflikt med Hamas sedan 2007, bland annat i Gazaremsan. Deras ungdomsförbund Fateh Youth (Shabibet Fateh) är konsultativ medlem i IUSY.
Svenska Socialdemokratiska partiet benämner Fatah som sitt systerparti.

### Syriska inbördeskriget
Fatah har under det syriska inbördeskriget tagit ställning för president Bashar al-Assad och det styrande Baathpartiet och har hjälpt de syriska säkerhetsstyrkorna att fördriva upproriska från de palestinska bosättningarna söder om Damaskus.